# Municipio de Richland (condado de Bucks)
El municipio de Richland (en inglés: Richland Township) es un municipio ubicado en el condado de Bucks en el estado estadounidense de Pensilvania. En el año 2000 tenía una población de 9.920 habitantes y una densidad poblacional de 187.1 personas por km².

## Geografía
El municipio de Richland se encuentra ubicado en las coordenadas 40°26′52″N 75°19′40″O / 40.44778, -75.32778.

## Demografía
Según la Oficina del Censo en 2000 los ingresos medios por hogar en la localidad eran de $47,057 y los ingresos medios por familia eran $55,359. Los hombres tenían unos ingresos medios de $37,677 frente a los $27,826 para las mujeres. La renta per cápita para la localidad era de $19,582. Alrededor del 5,4% de la población estaban por debajo del umbral de pobreza.